# Hong Kong ai Giochi della XVI Olimpiade
Hong Kong ha partecipato ai Giochi della XVI Olimpiade che si sono svolti a Melbourne dal 22 novembre all'8 dicembre 1956 
con una delegazione di 2 atleti impegnati in 1 disciplina,
senza aggiudicarsi medaglie.

## Risultati

### Nuoto
| Atleta         | Tempo  | Posizione | Specialità |
| -------------- | ------ | --------- | ---------- |
| Cheung Kin Man | 1'14"0 | 25        | 100m dorso |
| Cheung Kin Man | 59"8   | 22        | 100m sl    |
| Wan Shiu Ming  | 1'00"7 | 31        | 100m sl    |
| Wan Shiu Ming  | 5'02"6 | 32        | 400m sl    |